# پنجه گربه
آنکاریا تمنتسا (نام علمی: Uncaria tomentosa) نام یک گونه از تیره روناسیان است.

## پنجه‌گربه ایرانی
انواع علف پنجه‌گربه در دشت دمن ایران یافت می‌شود و هر کدام به زبان محلی و بومی عنوانی دارد. برگ‌های سوزنی شکل این گیاه مانند پنجه گربه است به همین سبب اکثر مناطق ایران به پنجه‌گربه معروف است. این علف ممکن است با گونه علف‌گربه وجه اشتراکی داشته باشد امّا گیاه طبی نیست یا هنوز خواص آن کشف نشده‌است ولی برای تغذیه دام بسیار گوارا می‌باشد.

## نگارخانه

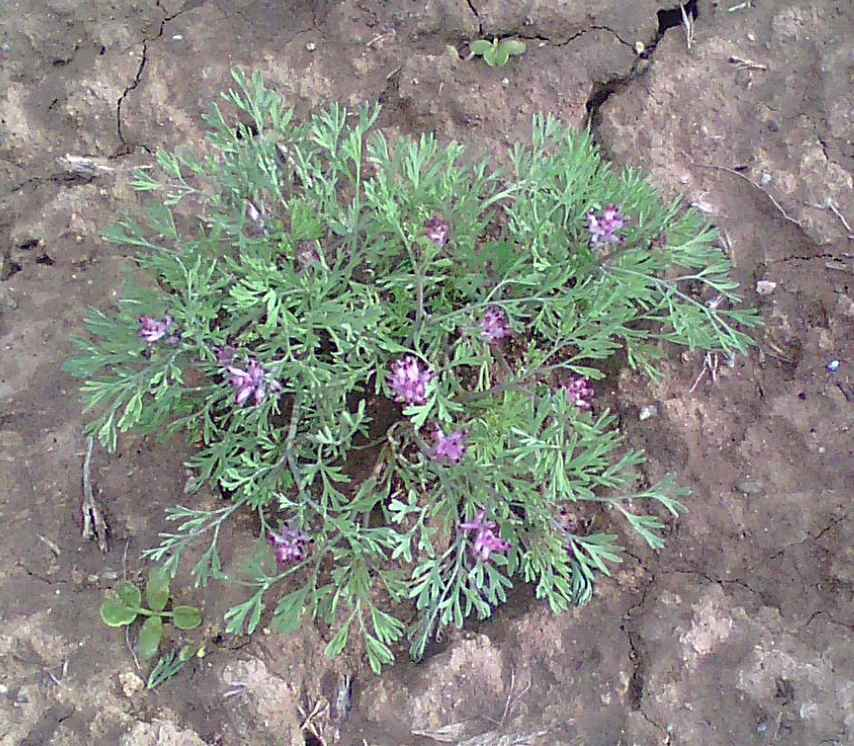
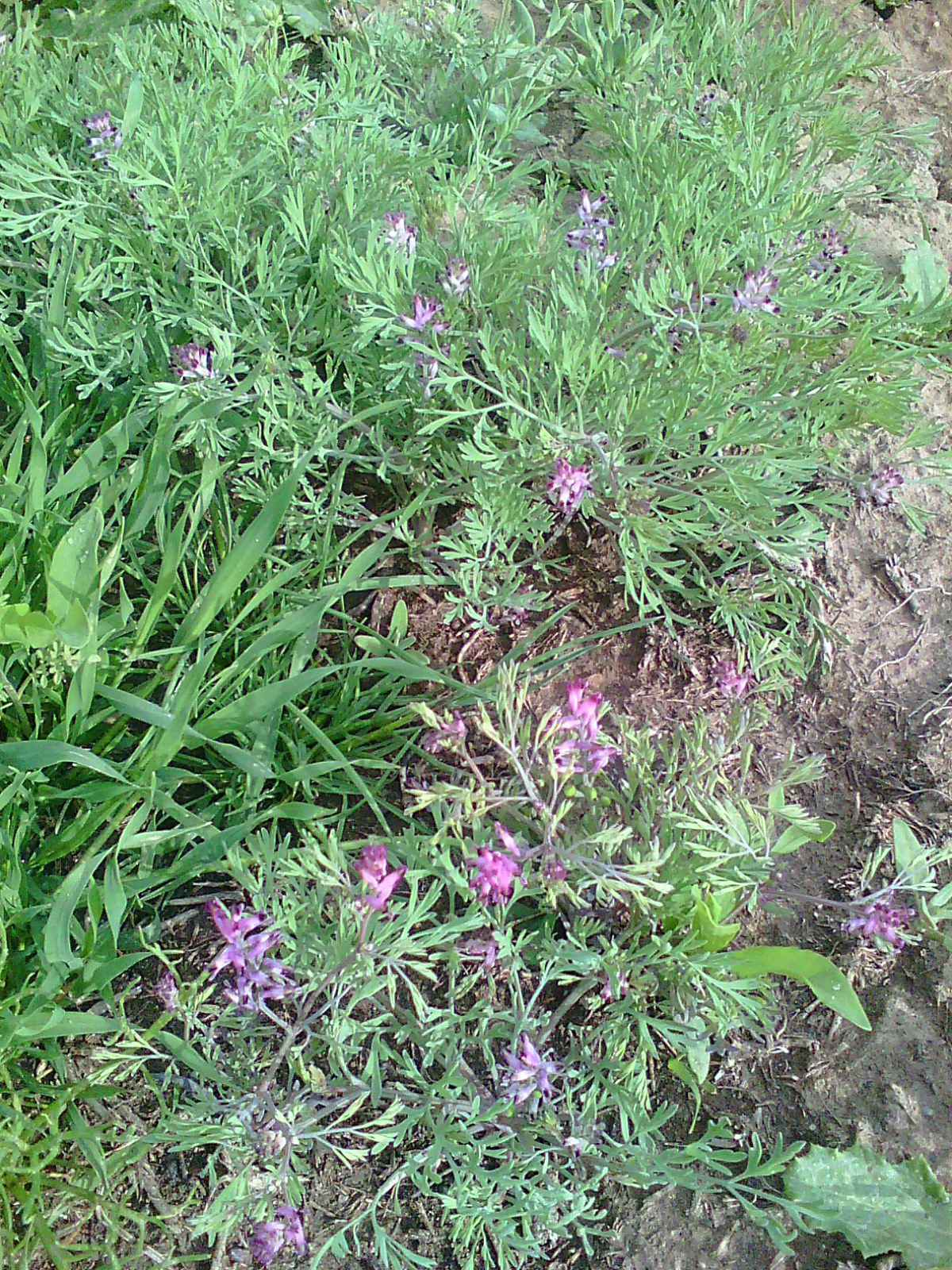